# Honda FX 650X Vigor
Honda Fx 650x – japoński motocykl typu enduro produkowany przez firmę Honda od 1998 do 2003 roku.
Źródło: Świat Motocykli